# Григоровка (Гребёнковский район)
Григоровка (укр. Григорівка) — село,
Григоровский сельский совет,
Гребёнковский район,
Полтавская область,
Украина.
Код КОАТУУ — 5320881301. Население по переписи 2001 года составляло 351 человек.
Является административным центром Григоровского сельского совета, в который, кроме того, входит село
Писарщина.

## Географическое положение
Село Григоровка находится на левом берегу реки Сухая Оржица,
выше по течению на расстоянии в 1,5 км расположено село Писарщина,
ниже по течению на расстоянии в 3,5 км расположено село Стукаловка.

## История
- 1756 - дата основания как хутора Стороженковский.

- Село указано на специальной карте Западной части России Шуберта 1826-1840 годов[2].

## Экономика
- ООО «Григоревское».

## Объекты социальной сферы
- Школа І—ІІ ст.